# Boulton & Paul Bolton
Boulton & Paul P.15 Bolton là một loại máy bay ném bom thử nghiệm của Anh đầu thập niên 1920.

## Tính năng kỹ chiến thuật
Dữ liệu lấy từ Brew 1993, tr. 183
Đặc điểm tổng quát
- Kíp lái: 3
- Chiều dài: 48 ft  in (14,63 m)
- Sải cánh: 62 ft 6 in (19,05 m)
- Trọng lượng có tải: 9.500 lb (4.309 kg)
- Động cơ: 2 × Napier Lion, 450 hp (336 kW) mỗi chiếc

Vũ khí trang bị
- 2× súng máy Vickers 0.303 in (7.7 mm)